# 宮内久男
宮内 久男（みやうちひさお、1948年 - 1998年）は日本の理工系書籍の企画･編集者。東京工業大学卒業、東京工業大学大学院中退、1972年岩波書店入社。1976年より自然科学編集部。

## 業績
数学･理学･工学の研究者･教育者との幅広い交流から多くの講座・単行本・科学児童書を生み出した。特に情報工学では、日本の第一世代の体系的専門書をはじめて世に送り出し、大学院･大学の教育･研究や学会活動に多大な貢献をした。数学では専門書の現代化を実現し、さまざまな読者層に数学の魅力を伝え続けた。さらに日本の理工系書籍の国外出版社による翻訳や出版業務のデジタル化に尽力した。1991年産経児童出版文化賞大賞受賞。2008年に多くの著者による『宮内久男追思集』がまとめられている。

## 企画･編集

### 岩波講座･辞典
- 『現代化学』全17巻、1979年
- 『情報科学』全24巻、1981年
- 『マイクロエレクトロニクス』全11巻、1984年
- 『ソフトウエア科学』全17巻、1988年
- 『応用数学』全15巻、1993年
- 『認知科学』全9巻、1995年
- 『現代数学への入門』全10巻、1995年
- 『現代数学の基礎』全17巻、1996年
- 『言語の科学』全11巻、1997年
- 『現代数学の展開』全12巻、1998年
- 『岩波 情報科学辞典』1990年

### 科学児童書
- 『はじめて出会うコンピュータ科学』全8巻、1990年
- 『お父さんが話してくれた宇宙の歴史』全４巻、1992年
- 『お母さんが話してくれた生命の歴史』全４巻、1993年
- 『ぼくだってアインシュタイン』全４巻、1994年